# Christian Nummedal
Christian Nummedal (* 3. November 1995) ist ein norwegischer Freestyle-Skier. Er startet in der Disziplinen Slopestyle und Big Air.

## Werdegang
Nummedal startete im Januar 2011 am Kreischberg erstmals im Freestyle-Skiing-Weltcup und belegte dabei den 13. Platz in der Halfpipe. Im März 2014 erreichte er bei seinem vierten Weltcup mit dem dritten Platz im Slopestyle seine erste Podestplatzierung im Weltcup. In der Saison 2015/16 siegte er im Big Air beim Nor Freeski in Skeikampen und belegte in Hovden den zweiten Platz im Big Air. Im April 2016 wurde er in Hovden norwegischer Meister im Big Air. In der Saison 2016/17 kam er im Weltcup viermal unter den ersten Zehn. Dabei holte er im Big Air in Voss seinen ersten Weltcupsieg und errang damit zum Saisonende den 21. Platz im Gesamtweltcup und den fünften Platz im Big-Air-Weltcup. Im März 2017 kam er bei den X-Games Norway 2017 in Hafjell auf den zehnten Platz im Slopestyle und bei den Freestyle-Skiing-Weltmeisterschaften 2017 in Sierra Nevada auf den 16. Platz im Slopestyle. Anfang April 2017 wurde er in Geilo erneut norwegischer Meister im Big Air. Nach Platz 31 in Cardrona, Rang neun in Mailand und Platz 25 in Stubai in der Saison 2017/18 holte er im Big Air in Mönchengladbach seinen zweiten Weltcupsieg. Es folgte ein weiterer Sieg beim Big Air in Québec und zum Saisonende den zehnten Platz im Gesamtweltcup und den ersten Rang im Big-Air-Weltcup. Bei den Winter-X-Games 2018 und bei den X-Games Norway 2018 in Fornebu wurde er jeweils Fünfter im Big Air. Im Februar 2018 kam er bei den Olympischen Winterspielen in Pyeongchang auf den 28. Platz im Slopestyle. Anfang April 2018 wurde er norwegischer Meister im Slopestyle und im Big Air.